# Quezon
Koordinaten: 13° 56′ N, 122° 0′ O
Quezon [ˈkɛson] ist eine Provinz der Philippinen in der Region CALABARZON (Region IV-A). Die Provinz wurde nach Manuel Quezon benannt, dem zweiten Präsidenten der Philippinen. Ihre Hauptstadt ist mit einer Einwohnerzahl von 266.248 (Stand: 1. August 2015) die Stadt Lucena City.
Dabei darf die Provinz Quezon nicht mit der Stadt Quezon City verwechselt werden, die Teil der Metropolregion von Manila ist und nicht dieser Provinz angehört.

## Geographie
Die Provinz Quezon befindet sich südöstlich der Metro Manila und ist die sechstgrößte Provinz des gesamten philippinischen Archipels. Sie ist umgeben von den Provinzen Aurora im Norden, von Bulacan, Rizal, Laguna und Batangas im Westen sowie von den Provinzen Camarines Norte und Camarines Sur im Osten. Der südliche Teil besteht aus dem Tayabas Isthmus, der die Bicol-Halbinsel geographisch vom Hauptteil der Insel Luzon trennt.
Der nördliche Teil der Provinz liegt eingefasst zwischen dem Gebirgszug der Sierra Madre und der Bucht von Lamon, ein Meeresarm der Philippinensee. Die Sierra Madre verläuft nur im nördlichen Teil der Provinz. Weitere kleine Gebirgszüge verlaufen zwischen der Bucht von Tayabas und dem Golf von Ragay, auf der Bondoc-Halbinsel. Niedrige Bergzüge finden sich auch auf der Insel Polillo. Der höchste Berg der Provinz ist der Banahaw, ein erloschener Vulkan, dessen Gipfel 2.188 m über dem Meeresspiegel liegt. Er ist auch das Haupttourismusziel der Provinz. Um den Berg herum haben sich viele Kulturen und religiöse Organisationen angesiedelt und speziell während der Karwoche wird er von vielen Christen besucht.
Die bedeutsamsten Inseln der Provinz Quezon sind Alabat, Cabalete, Balesin und die Inselgruppe des Polillo-Archipels. Die Gesamtfläche der Provinz beträgt 8.706,6 km².

### Nationalparks und Naturschutzgebiete
- Alabat Watershed Forest Reserve
- Alibijaban Wilderness Area
- Mounts-Banahaw-San-Cristobal-Nationalpark
- Binahaan River Watershed Forest Reserve
- Buenavista Protected Landscape
- Calauag Watershed Reservation
- Lopez Watershed Forest Reserve
- Maulawin Spring Protected Landscape
- Mulanay Watershed Forest Reserve
- Quezon-Nationalpark

## Demographie und Sprache
Gemäß der letzten Volkszählung vom 1. August 2015 leben in der Provinz, die Einwohner der provinzunabhängigen Stadt Lucena City eingerechnet, insgesamt 1.856.582 Menschen. Die Mehrheit der bewohnten Flächen konzentrieren sich auf den flachen zentralen Teil der Provinz, der die Stadt Lucena City, wie auch die Gemeinden Sariaya und Candelaria angehören. Die Hauptsprache dieser Gegend ist Tagalog.
Die Bevölkerungsdichte liegt bei 213 Menschen pro km².

## Politische Gliederung
Quezon ist untergliedert in insgesamt 39 eigenständig verwaltete Gemeinden und 2 Städte.

### Städte
- Lucena City
- Tayabas City

### Gemeinden
| - Agdangan - Alabat - Atimonan - Buenavista - Burdeos - Calauag - Candelaria - Catanauan - Dolores - General Luna - General Nakar - Guinayangan - Gumaca - Infanta - Jomalig - Lopez - Lucban - Macalelon - Mauban - Mulanay | - Padre Burgos - Pagbilao - Panukulan - Patnanungan - Perez - Pitogo - Plaridel - Polillo - Quezon - Real - Sampaloc - San Andres - San Antonio - San Francisco (Aurora) - San Narciso - Sariaya - Tagkawayan - Tiáonğ - Unisan |

## Wirtschaft
Quezon ist der führende Erzeuger von Kokosnussprodukten wie Kokosnussöl und Kopra des gesamten Landes. Ein großer Teil der Provinz ist von Kokosnussplantagen bedeckt. Daneben ist auch die Fischerei ein bedeutender Wirtschaftsfaktor von Quezon.
Die Provinz produziert zudem geothermische Energie über das Makban Geothermalkraftwerk.

## Geschichte
Ursprünglich war das Gebiet, das heute von der Provinz Quezon eingenommen wird, aufgeteilt in die Provinzen Batangas, Laguna und Nueva Ecija. Zwischen 1571 und 1572 wurde diese Gegend von Juan de Salcedo zum ersten Mal erforscht, als dieser mit seiner Expedition in die heutigen Camarines-Provinzen vordrang.
Im Jahre 1591 wurde die Provinz unter dem Namen Kaliraya oder Kalilayan gegründet, nach dem damaligen Namen des Ortes Unisan, der die Hauptstadt der Provinz bildete. Etwa zur Mitte des 18. Jahrhunderts verlagerte man den Hauptsitz nach Tayabas und benannte die Provinz erneut gemäß ihrer neuen Hauptstadt um.
Plünderungen und Beutezügen durch die Moros erhöhten sich während der spanischen Regierungszeit. Dabei war ein vordringliches Ziel der Piraten, den Kolonisationsplänen der Spanier entgegenzuwirken, die speziell die Ausbreitung der Christianisierung voranzutreiben versuchten. Die Zerstörung von Kalilayan im Jahre 1604 durch eine große Flotte Moropiraten zwang die Einheimischen somit, nach Palsabangon, dem heutigen (Pagbilao), umzusiedeln.
Über die Jahrhunderte wuchs jedoch der Unmut der philippinischen Bevölkerung innerhalb der spanisch beherrschten Gebiete. Das bedeutendste Ereignis in der Provinzgeschichte war demnach mit der Confradia Revolte im Jahre 1841 ein Aufstand, der von dem später unter dem Namen Hermano Pule bekannt gewordenen Apolinario dela Cruz angeführt wurde. Unter dem einheimischen General Miguel Malvar war die Provinz 1892 schließlich auch eine der ersten, die sich zu Beginn der Philippinischen Revolution gegen die spanische Herrschaft erhob. In der Folge übernahm die philippinische Revolutionsregierung am 15. August 1898 die Kontrolle über die Provinz.
Ab 1899 annektierten amerikanische Truppen den philippinischen Archipel. Unter ihrer Kontrolle wurde am 2. März 1901 eine Zivilregierung eingerichtet, die ihren Hauptsitz in dem Ort Lucena hatte.
Die japanische Besatzung während des Zweiten Weltkrieges begann am 23. Dezember 1941, als die Kaiserlich Japanische Armee in Atimonan landete. Am 4. April 1945 wurde die Provinz schließlich befreit, nachdem Truppen der philippinischen und amerikanischen Streitkräfte den Ort Lucena erreicht hatten.
Nach dem Krieg wurde am 7. September 1946 mit dem Republic Act Nr. 14 der Namen der Provinz von Tayabas, zu Ehren des Präsidenten des Philippinischen Commonwealth Manuel Quezon, in Quezon geändert. Dieser stammte aus dem Ort Baler, welcher zu dieser Zeit noch dieser Provinz angehörte.
Im Jahre 1951 wurde der nördlichste Teil von Quezon einschließlich der Ortschaft Baler abgespalten und bildete fortan die Unterprovinz Aurora. Aurora war der Vorname der Präsidentengattin von Manuel Quezon. Im Jahre 1979 wurde Aurora schließlich endgültig von Quezon getrennt und zu einer eigenständigen Provinz ernannt.
In näherer Zukunft gibt es zudem konkrete Pläne, die eine Teilung von Quezon in zwei Provinzen, Quezon del Sur, und Quezon del Norte, vorsehen. Am 7. September 2007 verfiel jedoch der Gesetzesanspruch des Republic Act Nr. 9495, der diese Teilung bestimmen sollte, ohne die Unterschrift von Präsidentin Gloria Macapagal-Arroyo und damit ohne deren offizielle Zustimmung erhalten zu haben, weswegen die Separation noch in der Schwebe steht.

## Klima
Das Klima von Quezon entspricht den Klimakategorien zwei, drei und vier.
Der zweite Kategorietyp wird dadurch charakterisiert, dass er sich weder durch eine Trockenperiode noch durch eine ausgesprochene Regenzeit auszeichnet. Die maximalen Niederschlagsmengen sind hierbei zwischen November und Januar zu erwarten.
Der dritte Typ sieht einen relativ kurzen trockenen Zeitraum zwischen November bis April vor, wobei der Rest des Jahres eher feucht ist. Niederschläge sind hier das ganze Jahr über möglich, wobei sich die zu erwartenden trockenen Perioden auf einen bis drei Monate beschränken. Vor allem der südliche Teil von Quezon gehört dieser Klimakategorie an.
Abschnitte in den nördlichen und südlichen Teilen der Provinz werden durch den vierten Klimatyp spezifiziert. Hier kann es das gesamte Jahr über mehr oder weniger zu Regenfällen kommen, ohne dass sich eine bestimmte Jahreszeit herausstellen würde.
Das Fehlen hoher Bergzüge, mit der viele andere Provinzen gekennzeichnet sind, bringt für einige Küstenregionen jedoch die Auswirkungen tropischer Tiefdruckgebiete mit sich, so dass sich das Klima in Quezon grundsätzlich als tropisch mild und zumeist trocken bezeichnen lässt.

## Hochschulen
- Philippine Normal University
- Polytechnic University of the Philippines

## Sehenswürdigkeiten
- Die Malagunlong-Brücke
- Das Kutang San Diego (Spanisches Fort)
- Die Festung San Diego de Alcala
- Der San-Antonio-de-Alcala-Park
- Die Minor-Basilika des St. Michael Erzengel in Tayabas
- Bird Island
- Das Quezon-Museum
- Der Tikub Lake
- Die Bucht von Tayabas (Sariaya Area)
- Der Quezon-Nationalpark
- Der Vulkan Banahaw
- Die Cristalino-Fälle am Banahaw
- Die Malusak-Höhlen
- Talabaan Island
- Puting Buhangin Beach